# 외위스테인 2세

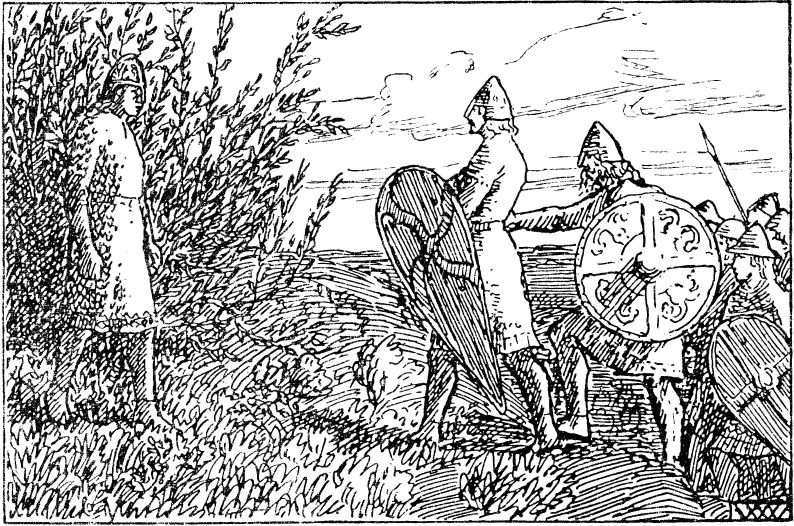
포로로 잡힌 외위스테인 2세

외위스테인 2세(노르웨이어: Øystein II, 1125년경 ~ 1157년) 또는 외위스테인 하랄손(노르웨이어: Øystein Haraldsson, 고대 노르드어: Eysteinn Haraldsson)은 노르웨이의 국왕(재위: 1142년 ~ 1157년)이다. 길리 가 출신이다.

## 생애
하랄 4세 국왕과 그의 아내인 비아도크(Bjaðǫk)의 아들로 태어났다. 하랄 4세가 아일랜드섬 또는 스코틀랜드에서 태어나서 성장한 것을 감안한다면 외위스테인 2세는 스코틀랜드에서 태어난 것으로 추정된다. 1142년에 작성된 사가 작품에 처음으로 등장한다. 1142년에는 자신의 형제였던 시구르 2세, 잉에 1세, 망누스 하랄손과 함께 노르웨이의 공동 군주로 즉위했다.
노르웨이 내전이 진행 중이던 1155년에는 시구르 2세가 베르겐에서 자신의 형제였던 잉에 1세와 싸움을 벌이는 과정에서 살해당했다. 1157년에는 외위스테인 2세가 보후슬렌에서 잉에 1세가 이끄는 군대에 의해 포로로 잡혔고 나중에 살해당하고 만다.
| 전임 시구르 2세, 잉에 1세 | 노르웨이의 국왕 1142년 ~ 1157년 시구르 2세와 공동 군주 (1142년 ~ 1155년) 잉에 1세와 공동 군주 (1142년 ~ 1157년) 망누스 하랄손과 공동 군주 (1142년 ~ 1145년) | 후임 잉에 1세, 호콘 2세 |